# Patric Ullaeus
Patric Ullaeus (nacido el 30 de marzo de 1968) es un director de vídeos musicales de origen sueco. Además, es fotógrafo y fundador de la empresa de audiovisuales Revolver Film Company, con sede en Gotemburgo.
Con su empresa realiza principalmente (aunque no exclusivamente), videos musicales para bandas de heavy metal. Su video para Dimmu Borgir "The Serpentine Offering" ganó un premio en los galardones noruegos Spellemannprisen en la categoría de Mejor Director de vídeo musical en 2007.

## Producciones en DVD
|  | "Sounds From The Heart Of Gothenburg" for In Flames "War Of Kings Special Edition - Live in Wacken" for Europe "Live At Sweden Rock - 30th Anniversary Show" for Europe "Gates Of Dalhalla" for Hammerfall "Used & Abused - In Live We Trust" for In Flames "One Cold Winter’s Night" for Kamelot "Chaos Ridden Years - Stockholm Knockout Live" for Children Of Bodom "A Night To Remember" for Evergrey "Live At Scandinavium" for Tara Teresa "Gold Medal In Metal" for Dream Evil "Come Clarity limited edition bonus DVD" for In Flames "In Sorte Diaboli" limited edition bonus DVD for Dimmu Borgir "The Making of Slaughter of the Soul" - Documentary for At The Gates |

## Exhibiciones de arte
|  | RockART @ Tjuvholmen in Oslo, Norway. May 2014 RockART @ Mini BlackBox in Gothenburg, Sweden. May 2012 RockART @ Galleri Nils Åberg in Gothenburg, Sweden. January 2012 RockART @ 7H in Kinna, Sweden. November 2011 RockART @ Gothia Towers in Gothenburg, Sweden. November 2010 RockART @ Ulfsunda Slott in Stockholm, Sweden. October 2010 RockART @ Mornington Hotel, Gothenburg, Sweden. May 2010 RockART @ L2 in Stockholm, Sweden. April 2010 RockART @ Frankfurt Messe, Germany. March 2010 RockART @ LUXE Gallery in New York City, USA. March 2010 RockART @ RAG (rEvolver Art Gallery) in Gothenburg, Sweden. November 2009 |